# John Henry Dolph

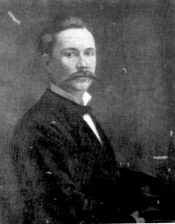
Selbstporträt

John Henry Dolph (* 18. April 1835 in Fort Ann, New York; † 28. September 1903) war ein US-amerikanischer Kunstmaler, der im Kunsthandel vor allem bekannt für seine Tierdarstellungen, speziell Katzen, ist.

## Leben
1855 studierte Dolph in Cleveland bei Allen Smith Porträtmalerei. 1863 siedelte er nach New York City über. Da er seine Werke bis dahin schlecht verkaufen konnte, wechselte er nach Antwerpen zu Jean Louis van Kuyck um Tiermalerei zu erlernen. In Paris lebte er von 1868 bis 1873. 1898 wurde Dolph zum Mitglied (NA) der National Academy of Design gewählt.

## Ausgewählte Werke

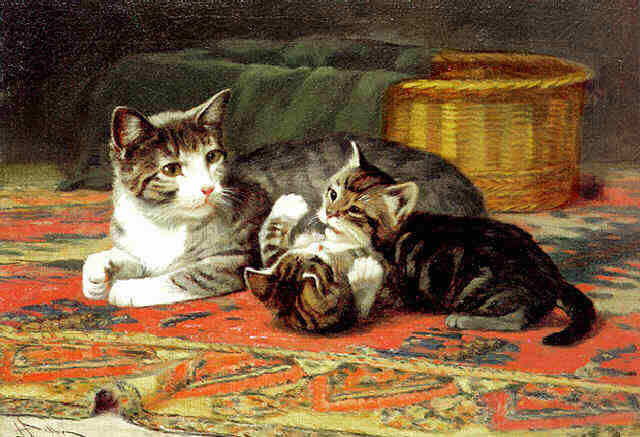
Eine Katze mit ihren Jungen
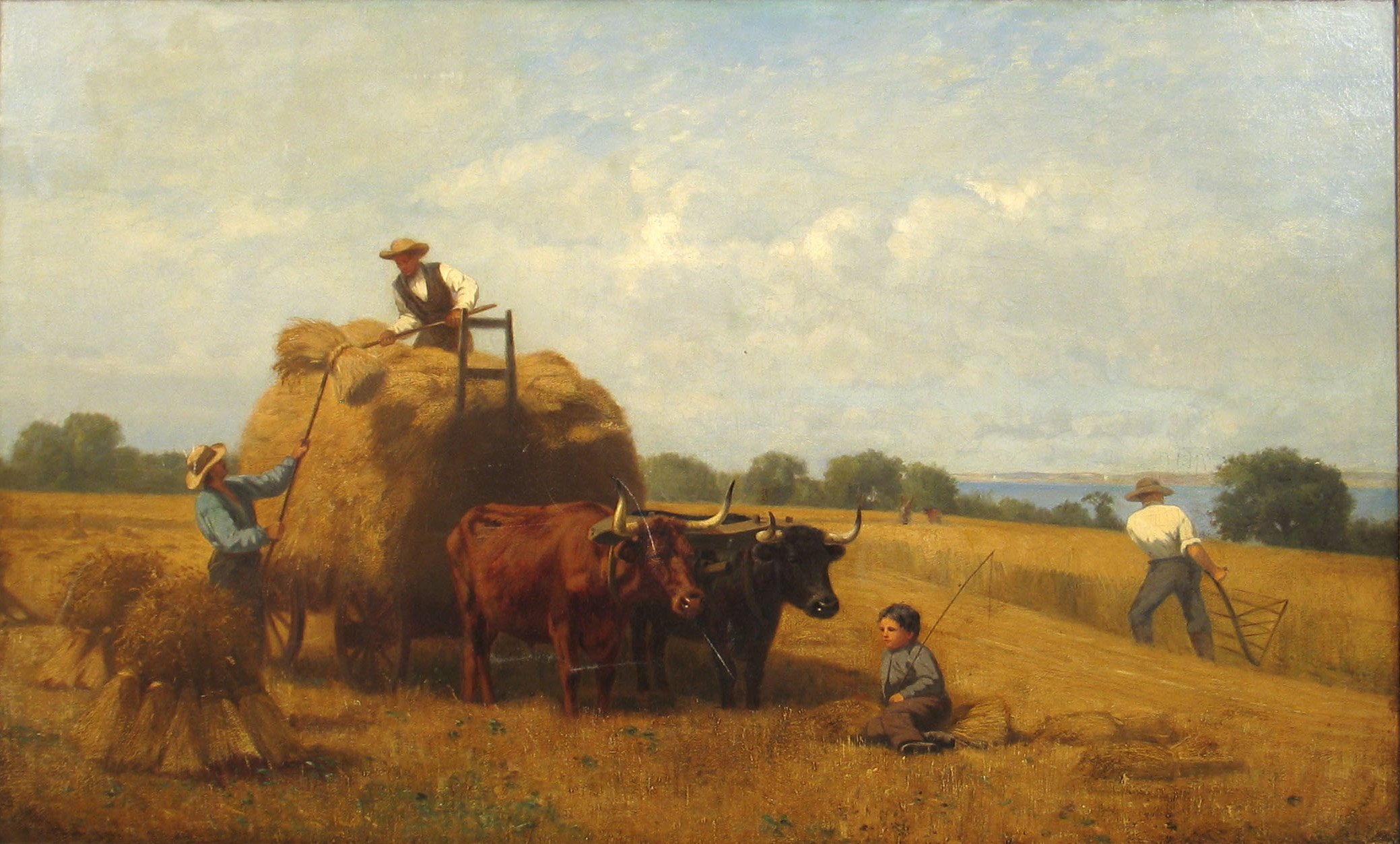
Heumahd nahe New Rochelle, NY